# Partyizanszkojei járás
A Partyizanszkojei járás (oroszul: Партизанский район) Oroszország egyik járása a Krasznojarszki határterületen. Székhelye Partyizanszkoje.

## Népesség
- 1989-ben 15 412 lakosa volt.
- 2002-ben 12 437 lakosa volt.
- 2010-ben 10 255 lakosa volt.